# Буценино
Буценино — деревня в Смоленском районе Смоленской области России. Входит в состав Михновского сельского поселения. Население — 38 жителей (2010 год). 
Расположена в западной части области в 8 км к юго-западу от Смоленска, в 0,1 км южнее автодороги А141 Орёл — Витебск, на берегу реки Серебрянка. В 5 км севернее деревни расположена железнодорожная станция Дачная-2 на линии Смоленск — Витебск. 

## История
В годы Великой Отечественной войны деревня была оккупирована гитлеровскими войсками в июле 1941 года, освобождена в сентябре 1943 года. 